# ناحية الغزلانية
ناحية الغزلانية إحدى نواحي سوريا تتبع إداريّاً لمحافظة ريف دمشق منطقة دوما ومركزها بلدة الغزلانية، بلغ تعداد سكان الناحية 36,715 نسمة حسب التعداد السكاني لعام 2004.

## تجمعات ناحية الغزلانية السكانية[2]
| التجمع السكاني                  | عدد السكان |
| ------------------------------- | ---------- |
| المالكية                        | 602        |
| البياض                          | 1,615      |
| البيطارية                       | 3,026      |
| دير الحجر                       | 1,324      |
| دلبة                            | 1,002      |
| غسولة                           | 3,272      |
| الغزلانية                       | 10,473     |
| الهيجانة                        | 8,138      |
| قرحتا                           | 1,951      |
| القرمشية                        | 856        |
| سكا                             | 1,520      |
| تل مسكن                         | 1,207      |
| ضاحية الشهيد باسل الأسد بالمطار | 1و79       |